# خرمن جاسوختة (قيلاب)
خرمن جاسوختة (بالفارسية: خرمن‌جاسوخته) هي قرية تقع في قسم قيلاب الريفي، بمقاطعة أنديمشك التابعة لمحافظة خوزستان، إيران.